# 504 Records
504 Records is een platenlabel, in 1978 opgericht door Mike Dine. Het bedrijf was gespecialiseerd in traditionele New Orleans-jazz. De naam was ontleend aan het netnummer van New Orleans. 504 bracht ook opnieuw muziek uit die oorspronkelijk voor andere kleine muzieklabels was opgenomen, waaronder opnamen die teruggingen tot de jaren vijftig.

## Artiesten
Tot de artiesten die voor 504 Records muziek opnamen, behoren:
- Paul Barbarin (drummer)
- Sweet Emma Barrett (zanger-pianist)
- Raymond Burke (klarinettist)
- Chuck Carbo (zanger)
- Ken Colyer (trompettist en kornettist)
- Lionel Ferbos (trompettist)
- Pete Fountain (klarinettist)
- Kid Sheik (George Colar, trompettist)
- George Lewis (trombonist)
- Fred Lonzo (trombonist)
- Punch Miller (trompettist)
- Kid Ory (trombonist)
- Teddy Riley (trompettist)
- Sammy Rimington (klarinettist en saxofonist)
- Kid Thomas (trompettist)
- Young Tuxedo Brass Band
- Bob Wallis (trompettist)
- Tuts Washington (pianist)
- Michael White (klarinettist)
- Chester Zardis (contrabassist)

## Uitgaven
504 Records gaf onder meer uit:
- Louisiana Music Factory: 504 Records Story - 1978-2003 (niet eerder verschenen nummers, compilatie), 2003